# Liane Holliday Willey
Liane Holliday Willey, född 1959, är en amerikansk lärare, författare och föredragshållare känd för sitt engagemang kring Aspergers syndrom.  År 1988 erhöll hon en doktorsexamen i pedagogik (EdD) från Mississippi State University.
Willey fick diagnosen Aspergers år 1999. Själv påstår hon att hon i sin självbiografiska bok Pretending to be Normal från 1999 var den första som i tryck använde det engelskspråkiga ordet Aspie för att beteckna aspergare. Hon är redaktör för tidskriften Autism Spectrum Quarterly och grundare av föreningen Asperger Society of Michigan.

### Fotnoter
1. ↑  Library of Congress Authorities, USA:s kongressbibliotek, id-nummer i USA:s kongressbiblioteks katalog: no00012290, läst: 9 november 2019.[källa från Wikidata]
2. ↑  MAK, PLWABN-ID: 9810553805205606.[källa från Wikidata]
3. ↑  ”Aspies and Auties” (på engelska). New York Times. 19 oktober 2009. https://schott.blogs.nytimes.com/2009/10/19/aspies-and-auties/. Läst 13 juli 2019.